# Landurile Germaniei
Prin landurile Germaniei se înțeleg cele 16 landuri (sau state) ale federației, care luate împreună constituie statul federație Germania, uneori desemnat pe scurt drept Bund (federație). Land este termenul oficial, folosit și în constituție (Grundgesetz); însă Land mai înseamnă și țară sau stat, în general. Pentru claritate, atunci când e vorba de statele componente ale federației Germania, în loc de Land (land) se folosește adeseori cuvântul Bundesland (land al federației).
Fiecare land german își are propria constituție (în plus față de Constituția Germaniei); propriul guvern și proprii miniștri la nivel de land; propriul prim-ministru, proprie reprezentanță la Bund în Berlin, proprie legislație în domeniile care țin de competența landurilor (ca de ex. cultura, învățământul, poliția) și altele.

## Clasificare geografică
Cele 16 landuri germane sunt:
1. Baden-Württemberg, cu capitala la Stuttgart;
2. Statul Liber Bavaria (în germană: Freistaat Bayern), capitală: München;
3. Berlin, oraș-stat; capitala federației;
4. Brandenburg, capitală: Potsdam;
5. Orașul Liber și Hanseatic Brema (Freie und Hansestadt Bremen), land federal constituit din orașele Brema și Bremerhaven; oraș-stat;
6. Orașul Liber și Hanseatic Hamburg (Freie und Hansestadt Hamburg), oraș-stat;
7. Hessa (Hessen), capitală: Wiesbaden;
8. Mecklenburg - Pomerania Inferioară, capitală: Schwerin;
9. Saxonia Inferioară (Niedersachsen), capitală: Hanovra (Hannover);
10. Renania de Nord - Westfalia (Nordrhein-Westfalen), capitală: Düsseldorf;
11. Renania-Palatinat (Rheinland-Pfalz), capitală: Mainz;
12. Saarland, capitală: Saarbrücken;
13. Statul Liber Saxonia (Freistaat Sachsen), capitală: Dresda (Dresden);
14. Saxonia-Anhalt (Sachsen-Anhalt), capitală: Magdeburg;
15. Schleswig-Holstein, capitală: Kiel;
16. Statul Liber Turingia (Freistaat Thüringen), capitală: Erfurt.

Cele 16 landuri ale Germaniei

### Clasificare geopolitică
| Localizare | Blazon | Land                                     | Sigle | Capitală         | Intrare în federație | Șef de guvern                | Partidele de guvernământ | Locuri în Parlamentul federal | Suprafață (km²) | Locuitori (milioane) | Locuitori / km² | Străini (%) | Limbi vorbite                                                                   |
| ---------- | ------ | ---------------------------------------- | ----- | ---------------- | -------------------- | ---------------------------- | ------------------------ | ----------------------------- | --------------- | -------------------- | --------------- | ----------- | ------------------------------------------------------------------------------- |
|            |        | Baden-Württemberg                        | BW    | Stuttgart        | 1952                 | Winfried Kretschmann (Verzi) | Verzi și CDU             | 6                             | 35.751          | 10.880               | 304             | 14,2        | Germana                                                                         |
|            |        | Bavaria (Statul liber Bavaria)           | BY    | München          | 1949                 | Markus Söder (CSU)           | Bayernkoalition          | 6                             | 70.550          | 12.844               | 182             | 12,3        | Germana                                                                         |
|            |        | Berlin (Orașul-stat Berlin)              | BE    | —                | 1990                 | Michael Müller (SPD)         | SPD, Linke și Verzi      | 4                             | 892             | 3.520                | 3948            | 16,3        | Germana                                                                         |
|            |        | Brandenburg                              | BB    | Potsdam          | 1990                 | Dietmar Woidke (SPD)         | SPD și Stânga            | 4                             | 29.654          | 2.485                | 84              | 3,6         | Germana standard, soraba, germana de jos                                        |
|            |        | Bremen (Orașul hanseatic liber Brema)    | HB    | Brema (de facto) | 1949                 | Carsten Sieling (SPD)        | SPD și Verzi             | 3                             | 420             | 0.671                | 1599            | 15,9        | Germana standard, germana de jos                                                |
|            |        | Hamburg (Orașul hanseatic liber Hamburg) | HH    | —                | 1949                 | Peter Tschentscher (SPD)     | SPD și Verzi             | 3                             | 755             | 1.787                | 2366            | 15,4        | Germana standard, germana de jos                                                |
|            |        | Hessa                                    | HE    | Wiesbaden        | 1949                 | Volker Bouffier (CDU)        | CDU și Grüne             | 5                             | 21.115          | 6.176                | 293             | 15,1        | Germana                                                                         |
|            |        | Mecklenburg - Pomerania Inferioară       | MV    | Schwerin         | 1990                 | Manuela Schwesig (SPD)       | SPD și CDU               | 3                             | 23.212          | 1.612                | 69              | 4,0         | Germana standard, germana de jos                                                |
|            |        | Saxonia Inferioară sau Saxonia de Jos    | NI    | Hanovra          | 1949                 | Stephan Weil (SPD)           | SPD și CDU               | 6                             | 47.593          | 7.927                | 167             | 8,4         | Germana standard, frizona din Saterland (germană Saterfriesich), germana de jos |
|            |        | Renania de Nord - Westfalia              | NW    | Düsseldorf       | 1949                 | Armin Laschet (CDU)          | CDU și FDP               | 6                             | 34.113          | 17.866               | 524             | 12,7        | Germana standard, germana de jos                                                |
|            |        | Renania-Palatinat                        | RP    | Mainz            | 1949                 | Malu Dreyer (SPD)            | SPD, FDP și Verzi        | 4                             | 19.854          | 4.053                | 204             | 9,7         | Germana                                                                         |
|            |        | Saarland                                 | SL    | Saarbrücken      | 1957                 | Tobias Hans (CDU)            | CDU și SPD               | 3                             | 2.567           | 0.996                | 388             | 10,5        | Germana                                                                         |
|            |        | Saxonia (Statul liber Saxonia)           | SN    | Dresda           | 1990                 | Michael Kretschmer (CDU)     | CDU și SPD               | 4                             | 18.449          | 4.085                | 221             | 4,0         | Germana, soraba de sus                                                          |
|            |        | Saxonia-Anhalt                           | ST    | Magdeburg        | 1990                 | Reiner Haseloff (CDU)        | CDU, SPD și Grüne        | 4                             | 20.452          | 2.245                | 110             | 3,7         | Germana standard, germana de jos                                                |
|            |        | Schleswig- Holstein                      | SH    | Kiel             | 1949                 | Daniel Günther (CDU)         | CDU, FDP și Verzi        | 4                             | 15.802          | 2.859                | 181             | 6,9         | Nemțeasca standard, daneza, frizona de nord, germana de jos și țigăneasca       |
|            |        | Turingia                                 | TH    | Erfurt           | 1990                 | Bodo Ramelow (Die Linke)     | Die Linke, SPD și Verzi  | 4                             | 16.202          | 2.171                | 134             | 3,5         | Germana                                                                         |
|            |        | Germania (DE)                            | DE    | Berlin           | —                    | Olaf Scholz (SPD)            | SPD, Verzi și FDP        |                               | 357.386         | 82.176               | 230             | 11,1        | Germana                                                                         |

## Steagurile landurilor germane și a Germaniei

Baden-Württemberg
Bavaria
Berlin
Brandenburg
Orașul Liber și Hanseatic Brema
Orașul Liber și Hanseatic Hamburg
Hessa
Mecklenburg - Pomerania Inferioară
Saxonia Inferioară sau Saxonia de Jos
Renania de Nord-Westfalia
Renania-Palatinat
Saarland
Saxonia
Saxonia-Anhalt
Schleswig-Holstein
Turingia
Germania